# 중국의 반일 정서

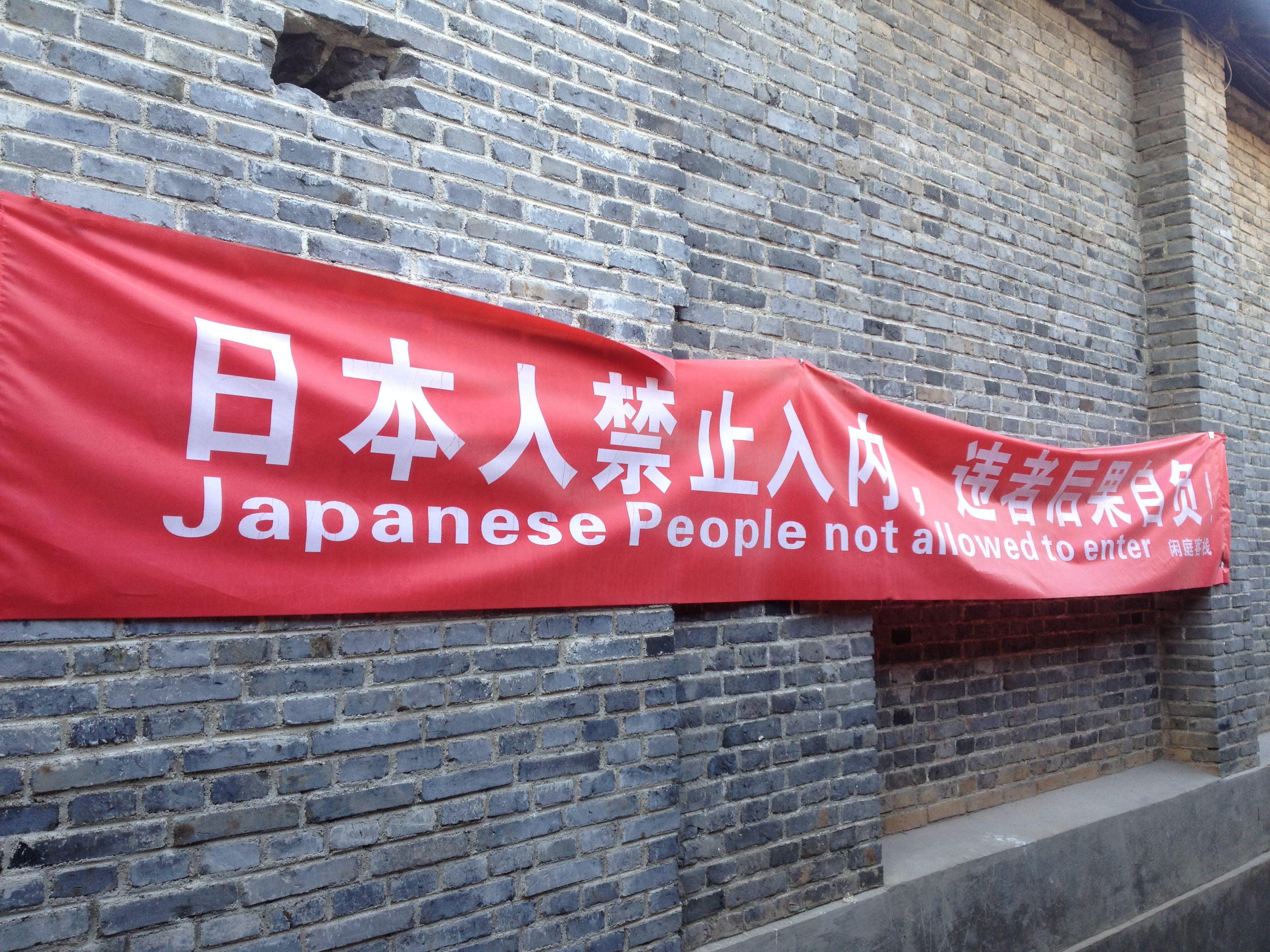
2013년 윈난성 리장의 항일 배너. 중국어로 "일본인은 입장할 수 없으며 따르지 않을 경우 자신의 위험을 감수해야 한다."라고 쓰여 있다.

중국의 반일 감정은 현대적 뿌리(1868년 이후)에 뿌리를 둔 문제이다. 현대 중국의 반일 감정은 종종 민족주의적 또는 역사적 갈등에 뿌리를 두고 있다. 예를 들어 청일 전쟁, 의화단 운동(8개국 동맹), 칭다오 전투, 중일전쟁 중 중국에서 일본이 저지른 잔학 행위와 전쟁 범죄와 일본의 역사교과서 문제, 센카쿠·댜오위다오를 둘러싼 중국과 일본의 영토 분쟁, 야스쿠니 신사 문제 등이 있다.
중일 전쟁과 일본의 전후 조치를 통해 중국의 반일 정서는 지속되었다. 이러한 정서 또한 재일 화교와 관련된 문제에 의해 영향을 받을 수 있다.
2017년 BBC 월드 서비스 여론 조사에 따르면 중국 본토인은 세계에서 가장 큰 반일 감정을 가지고 있으며, 중국인의 75%가 일본의 영향력을 부정적으로 보고 22%가 긍정적인 견해를 표명했다. 중국의 반일 감정은 2006년 여론 조사가 처음 실시된 이후 2014년에 가장 높았으며 전년도에 비해 16% 증가했다.
그러나 반일 감정은 2018년까지 크게 감소했다. Genron NPO가 2018년에 실시한 여론 조사에 따르면 중국인의 42.2%가 일본을 긍정적으로 바라보고 있으며 2017년의 31.5%에서 증가했다.

## 이전 역사
중국 역사를 통틀어 명나라 말기의 왜구 침략(일본해적)과 명나라가 조선 편에서 개입한 임진왜란을 제외하면 중국과 일본 사이에 심각한 갈등은 거의 없었다.
그러나 메이지 유신으로 일본제국은 근대 강국이 되어 중국을 비롯한 아시아에서 제국을 확장하려 했다. 청나라 말기에 일본제국은 중국 본토의 일부 조계를 장악하고 대만과 펑후를 중국으로부터 합병했으며, 류큐국과 조선의 속국을 중국의 영향권에서 제거하고 병합했다.
화해에 대한 불만과 일본 제국 정부의 21개조 요구는 1915년 중국에서 일본 제품에 대한 심각한 불매 운동으로 이어졌다.
둥간족들(중국 무슬림, 후이족)은 반일 감정을 가지고 있었다.

## 전간기 전쟁과 제2차 세계대전의 영향
1931년 일본의 만주침공을 구실로 삼은 만주사변 이후 만주는 일본의 지배를 받게 되었다. 폐위된 푸이 황제를 국가 원수로 하는 만주국이라는 꼭두각시 국가가 세워졌다. 1937년 북경에서 발생한 루거우차오 사건은 중일전쟁 발발의 구실이 되었다. 중국의 반일감정의 원인은 대부분 제2차 세계 대전의 첫 무대이기도 한 중일전쟁에서 직접적으로 찾아볼 수 있다. 전쟁의 결과로 중국은 700만에서 1600만 명의 민간인 사망자와 300만 명의 군 사상자를 냈다. 또한 전쟁으로 인해 약 3,833억 달러의 피해가 발생했으며 9,500만 명의 난민이 발생했다. 난징, 상하이, 베이징을 포함한 많은 주요 도시는 1937년 일본군에 의해 점령되었다. 주목할만한 사건으로는 난징 대학살이 있다. 만주에서는 일본군의 의무대인 731부대가 중국 민간인을 실험 대상으로 삼아 생화학전을 연구했는데, 이들은 의학 저널에서 인간 '통나무'로 언급되었다. 중국과 한국을 포함한 많은 아시아 국가의 여성들은 일본 점령 하에서 군 위안소에서 "위안부"라고 불리는 매춘부로 일해야 했다.

## 전후 문제
수많은 전범을 모신 야스쿠니 신사에서 일본군 참전인을 카미(神)로 추앙하고, 일본군의 아시아 참전 목적이 아시아인들에게 번영과 해방을 가져다주기 위한 것이라고 야스쿠니 신사를 통해 공개적으로 밝히는 것에 대한 깊은 원한이 존재한다.
이는 특정 학교 역사 교과서에서 일부 진술을 완화하고 다른 일부를 제거하는 등 전쟁에서 일본의 역할을 화이트워싱하려는 시도로 인해 더욱 악화되었다. 만화, 책, 영화, 다큐멘터리와 같은 일부 대중매체는 일본의 전시 잔학 행위를 묘사한 것이 민족주의나 대중적 정서로 인해 철회되는 것도 이러한 이미지에 기여한다. 예를 들어, 비평가들은 아이리스 장의 난징의 강간을 계획된 출판에서 철회하고 마지막 황제의 일본 극장 개봉에서 난징 대학살 장면에 대한 검열을 지적한다.
중국은 1972년 중일공동성명에서 일본의 전쟁 배상을 거부했다. 일본은 3조엔(300억 달러)에 달하는 공적개발원조(ODA)를 제공했다. 추산에 따르면 일본은 중국이 받는 ODA의 60% 이상을 차지한다. 1994년에서 1998년 사이에 도로, 철도, 통신 시스템 및 항구를 포함한 중국의 모든 인프라 개설 자금의 약 25%가 일본에서 나왔다.
중국에 대한 일본의 원조는 일본이 원조를 단계적으로 중단한다고 발표할 때까지 중국 정부가 중국 국민에게 공식적으로 거의 공개하지 않았다. 원자바오 중국 총리가 2007년 4월 일본을 방문했을 때 마침내 공개적으로 인정했다.
일부 중국인 사이에서는 미국, 일본, 대만이 중국을 견제하려 한다는 인식이 있다. 일본은 최근 전쟁 금지 조항인 9조를 개정하기 위해 재군사화 가능성이 있다는 의혹을 받고 있다. 중국의 반일 감정은 또한 몇몇 저명한 대만 정치인(특히 대만 독립을 옹호하는 사람들)을 "일본의 달리는 개"와 국영 언론에서 한간(반역자)으로 낙인찍는 것으로도 강조된다.

## 현재 이슈

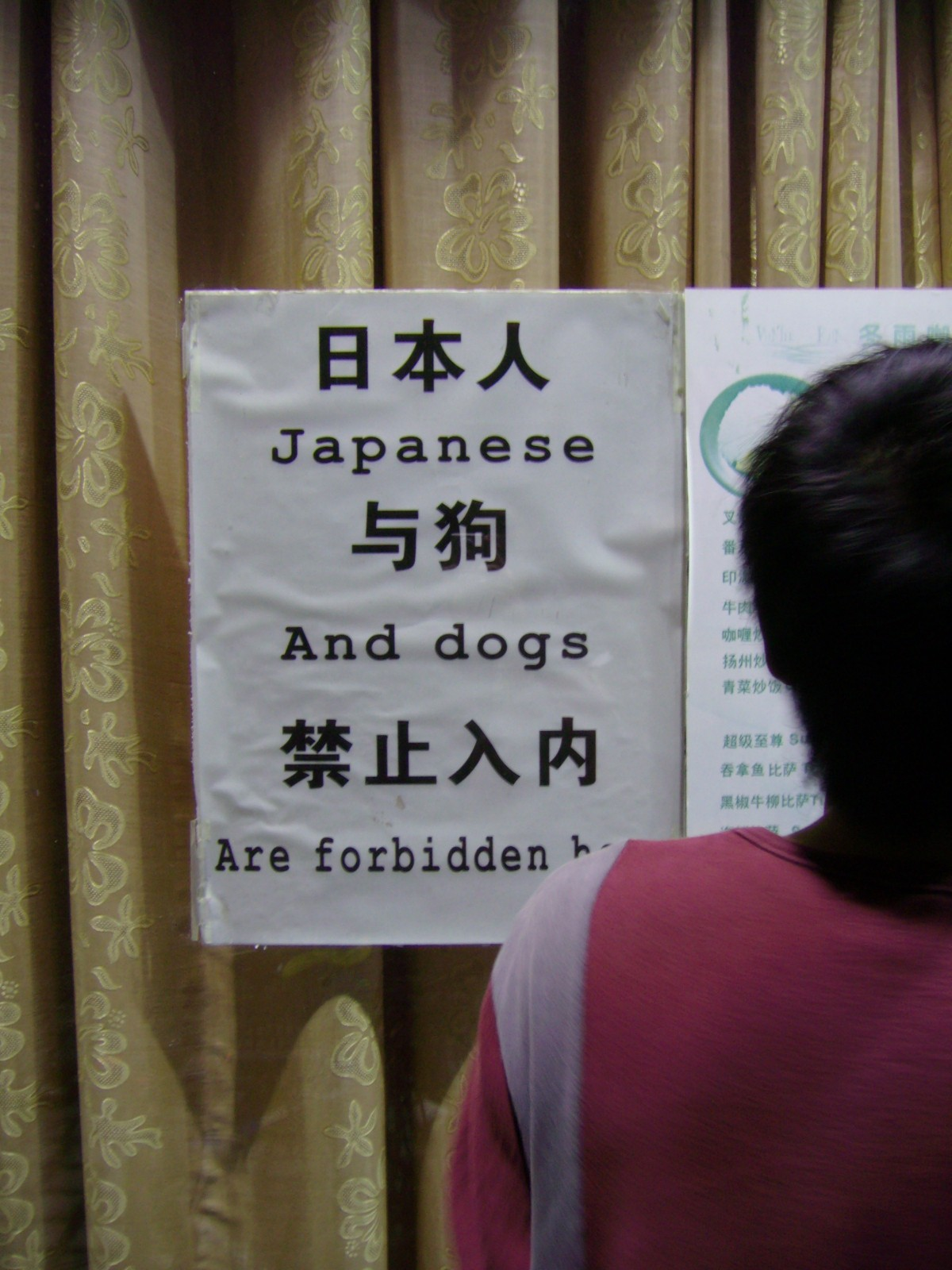
광저우의 한 식당 간판에는 "여기는 일본인과 개 출입이 금지되어 있다."라고 쓰여 있다. 이 문구는 "중국인과 개는 출입 굼지."라고 쓴 상하이 국제 정착지의 표지판을 의식한 것이다. 그러나 황푸 공원의 표지판에는 실제로 영어로 10가지 규정이 나열되어 있다. 첫 번째는 "정원은 외국인에게 열려 있다."이고 네 번째는 "개와 자전거는 허용되지 않는다"이다.

제2차 세계 대전의 문제는 중국 내에 계속해서 악감정을 불러일으키고 있다. 한 가지 문제는 전쟁이 끝난 후 일본군이 중국에 남겨둔 화학무기를 일본이 처분해야 한다는 것이다. 1997년 4월에 발효된 화학 무기 금지 조약(CWC)과 1999년 7월 30일에 서명된 중국 내 일본 폐기 화학무기 폐기에 관한 각서에 따라 일본은 약 700,000개의 폐기 화학무기를 폐기해야 했다. 그러나 일본은 공사를 제때 마치지 못하고 5년 연장을 요청했다.
독가스 유출 사고로 일본 정부를 상대로 소송을 제기한 중국인 원고는 일본 법원의 판단을 납득하기 어려웠다. 2003년 일어난 사고로 부상을 입은 43명과 사망한 1명의 친척 5명은 건강 문제로 인한 의료비 소득 손실뿐 아니라 14억 3천만 엔(미화 1,180만 달러; 910만 유로)에 대한 청구에도 실패하게 되었다. 이러한 문제는 계속해서 악감정을 불러일으키고 있다.
2007년 3월 13일, 도쿄 고등 법원은 하급 법원 판결을 지지하고 전쟁이 끝날 때 중국에 일제가 버린 화학 무기에 노출되어 부상당한 중국인 4명과 친척이 사망한 1명의 배상 청구를 기각했다. 오키타 히로미츠 재판장은 일본 정부가 다른 나라에서 제대로 된 무기 수색을 할 수 없었다며 무기로 인한 사망이나 부상에 대해 책임이 없다고 말했다. 재팬 타임스에 따르면, 원고는 일본 정부에 총 8,000만 엔을 청구했으나 법원은 국가가 수색을 하거나 손해 배상을 할 의무가 없다고 밝혔다. 일본 외무성에 따르면 일본군이 위치 정보를 파괴한 채 중국에 묻힌 화학무기는 최소 70만 개였다. 이러한 소송은 이전에도 제기된 적이 있지만, 일본 법원은 제2차 세계대전 전범 피해자 개인이 제기한 대부분의 소송을 기각했다.
2007년 3월 아베 신조(安倍晋三) 일본 총리는 '위안부' 문제에 대해 언급하였다. 집권 여당 의원 120여 명은 총리의 공식 사과문 수정을 요구하며 의원들은 일본군이 여성들을 강제로 가담하게 했다는 증거가 없다고 주장했다. 그들은 일본의 국가적 명예에 오점이 생기는 사과문을 다시 작성해 달라는 청원서를 제출하겠다고 말했다. LA 타임즈에 따르면 아베 총리는 도쿄 사무소에서 기자들에게 "군이 관여했다는 직접적인 증거가 없다는 믿음에 공감한다"며 "사실은 강압이 있었다는 증거가 없다"고 말했다. 아베 총리는 정부가 가디언에 따르면 제2차 세계대전 전후에 수천 명의 아시아 여성들이 일본군 위안소에서 일하도록 강요받았다는 주장에 회의적인 자유민주당 의원들이 수행할 연구에 협력할 것이라고 말했다. 전 세계의 비난이 이어지자 아베 총리는 "그들이 겪은 고난에 대해 위로를 표하고, 그들이 처한 상황에 대해 사죄한다"며 조건부 사과를 했다. LA 타임즈에 따르면, 아베 총리는 "위안부" 제도의 고령 생존자들에게 할 말을 요구하자 입법부에 "총리로서 여기서 사과한다"고 말했다.
일본 정치인들의 계속되는 야스쿠니 신사 참배와 최근 난징 대학살과 731부대, 일본군 성노예의 역할을 경시하는 교과서 승인이 중국 정서를 더욱 자극하고 있다. 유엔 안전 보장 이사회 상임이사국이 되려는 일본의 운동은 중국인들 사이에서 거센 반대에 부딪혔다. 센카쿠·댜오위다오는 현재 일본이 통제하고 영유권을 주장하지만 중국과 대만 또한 영유권을 주장하고 있으며, 여전히 중국 내 반일 정서의 걸림돌이자 상징적 초점이다.
2005년 초 서구 언론은 웹사이트를 통한 반일 정서의 고조를 주목했다. 2005년 봄, 중국 전역의 여러 도시에서 반일 분자들이 반일 시위를 조직했다. 인스턴트 메시징 서비스를 포함한 인터넷은 시위대를 조직하여 시위에 참여하는 데 사용되었다. 많은 사람들이 일본 상품 불매 운동을 요구했다. 그 결과로 일본 총리의 사과를 받아내었다. 반일 감정에 대한 우려는 2006년 2월 1일 중국 검열관이 영화 게이샤의 추억을 금지하기로 결정한 배경으로 여겨진다. 중국 여배우가 중국에서 종종 매춘부로 잘못 인식되는 일본 게이샤를 연기했다는 사실은 중국인들 사이에서 논쟁이 되었다.
일본이 중국 침략에 대해 사과하지 않았기 때문에 중국의 상점, 식당, 공공 기관 및 병원이 일본 고객에게 서비스를 거부한다는 보고가 여러 차례 있었다.

### 스포츠 경기에서의 반일 정서

#### 2004년 AFC 아시안컵
2004년 중국에서 열린 아시안컵 당시 중국을 비롯한 여러 국가와의 경기에서 중국 팬들은 일본 국가가 연주되는 동안 일본팀을 야유했다. 바레인과의 경기를 제외하고, 일본 서포터들은 현지 경찰로부터 "현수막, 깃발, 악기를 사용하거나 팀 유니폼을 입지 말라"는 지시와 응원도 자제하라는 지시를 받았다. 중국과의 결승전이 열리는 베이징행 비행기가 베이징 국제공항을 점거한 중국인 시위대 때문에 2시간이나 연착되기도 했다. 결승전에서 일본이 중국을 3-1로 꺾은 뒤 중국 팬들은 격분했고 일본 대사의 차가 심하게 파손됐다.

#### 2007 FIFA 여자 월드컵
항저우에서 열린 2007년 FIFA 여자 월드컵 A조 마지막 경기에는 수만 명의 중국인 관중이 운집해 독일팀을 응원하고 일본팀을 맹렬히 야유했다. 일본은 독일에 패해 조기 탈락했고 경기 종료 후 중국에 감사의 뜻을 담은 현수막을 들고 관중들의 박수를 받았다. 이 사건은 중국에서 게임에서 나타난 중국 민족주의와 반일 정서에 대해 사소한 논란을 불러 일으켰다.
이 게임은 당초 만주사변 기념일인 9월 18일에 열릴 예정이었으나 중국에서는 민감한 날짜라는 특성상 하루 앞당겨 진행되었다.

#### 2008 EAFF컵
2008년 동아시아 축구 선수권 대회에서는 2월 17일 충칭에서 열린 일본과 북한의 첫 경기에서 중국 팬들이 다시 일본 국가를 야유했다. 경기 전 경찰의 경고에도 불구하고 중국 팬들의 태도는 나아지지 않았다. 2월 20일 일본팀과 중국 축구 국가대표팀의 경기가 끝난 후, 소수의 중국팬들이 일본 국기를 불태우고 小日本(小日本, "꼬마 일본인")이라는 경멸적인 용어로 일본팀을 야유했다.

### 센카쿠/댜오위다오 분쟁

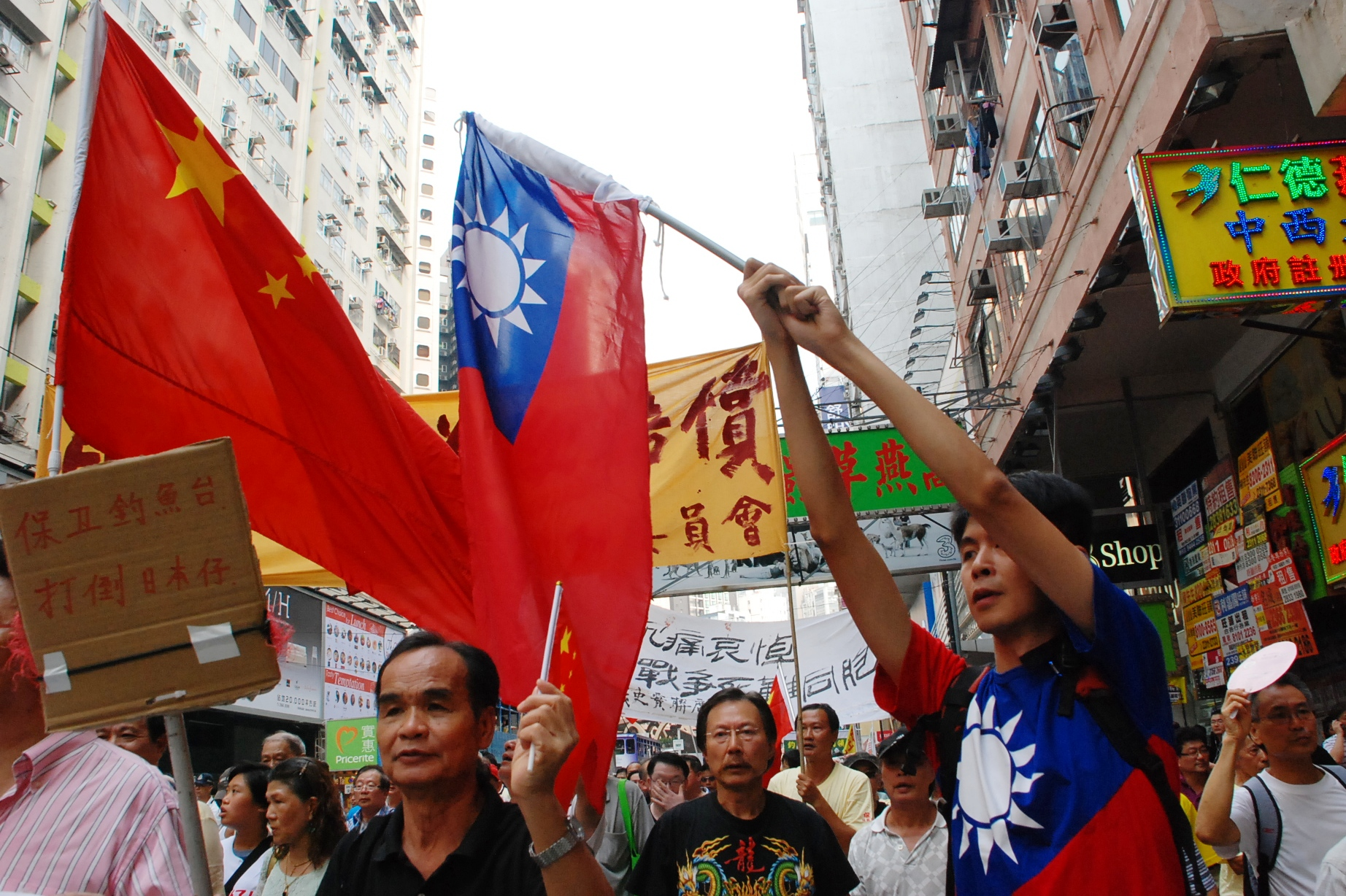
2012년 홍콩에서 중국의 반일 시위

2012년 일본 정부는 일본의 한 가족으로부터 센카쿠·댜오위다오를 구입하기로 결정했다. 대부분의 중국 주요 도시에서 폭동이 일어 났고 일본 소유의 기업이 박살났다. 선전에서는 폭도들이 중국 정부에 일본과의 전쟁을 선포할 것을 요구하며 정부 청사를 점거하려 했다. 일본 제품을 사용하던 사람들이 공개적으로 공격을 받았다는 보고가 여러 차례 있었다. 중국 하이난성에서 한 남자가 중국과 일본 사이에 전쟁이 일어나면 일본이 이길 수 있다고 말했다가 칼에 찔려 죽었다는 보도가 나오기도 했다.

### 반일 영화산업
반일감정은 중국 본토에서 제작·전시되는 항일 전쟁영화에서도 엿볼 수 있다. 중국에서는 매년 200편 이상의 반일 영화가 제작된다. 보다 온건한 항일 전쟁 영화와 관련된 상황에서 중국 정부는 2000년대의 귀신이 온다를 일시적으로 금지했는데, 이 영화가 부분적으로 일본 군인이 중국인 마을 사람들과 우호적인 관계를 맺는 모습을 묘사했기 때문이다.

### 안티 나츠마츠리
2022년 7월 16일 이후 시위가 발생한 후 중국 본토에서 나츠마츠리(夏祭り,여름 축제) 행사가 취소되었다. 일부 사람들은 나츠마츠리가 일본에서 유래했기 때문에 중국에서 기념하는 축제가 되어서는 안 된다고 주장한다. 전범으로 유죄 판결을 받은 일본 제국 육군 일부를 추모하는 현장 사찰에서의 사건은 반일 감정에 기여했다.

## 같이 보기
- 중일 관계
- 중일 관계의 역사
- 2012년 중국의 반일 시위
- 일본의 반중 정서
- 반일주의
- 한국의 반일 정서
- 중국 민족주의
- 중국의 인종 문제
- 한지안
- 징리
- 난징 대학살
- 731부대